# Stazione di La Banda
La stazione di La Banda (Estación La Banda in spagnolo) è una stazione ferroviaria situata nell'omonima città della provincia di Buenos Aires. Appartiene alla rete General Mitre ed è situata lungo la linea a lunga percorrenza Buenos Aires-Tucumán. È unita alla vicina città di Santiago del Estero da una breve ferrovia nota come Treno dello Sviluppo.

## Storia
Fu aperta al traffico il 16 settembre 1910.